# Corynomalus paraecus
Corynomalus paraecus là một loài bọ cánh cứng trong họ Endomychidae. Loài này được Csiki miêu tả khoa học năm 1902.